# Warwickshire
Le Warwickshire /ˈwɒrɪkʃə(ɹ)/  est un comté britannique situé au centre de l'Angleterre. Il est abrégé Warks.

## Géographie
Le Warwickshire est limité au nord-ouest par le comté des Midlands de l'Ouest et le Staffordshire, au nord-est par le Leicestershire, à l'est par le Northamptonshire, au sud par l'Oxfordshire, au sud-ouest par le Gloucestershire et à l'ouest par le Worcestershire.
La majorité de la population du Warwickshire vit au nord et au centre du comté. Les villes de marché du nord et de l'est du Warwickshire (Atherstone, Bedworth, Nuneaton et Rugby) ont été industrialisées au XIXe siècle. Parmi les industries importantes on comptait l'extraction du charbon, le textile, l'ingénierie et la production de ciment, mais l'industrie lourde est en déclin, remplacée par des centres de distribution, les petites et moyennes industries et les services. Des villes du nord et de l'est, seule Rugby (lieu de naissance du jeu de rugby) est connue à l'extérieur du Warwickshire. Parmi les villes prospères du Warwickshire du centre et de l'ouest on trouve Kenilworth, Leamington Spa, Stratford-upon-Avon (lieu de naissance de William Shakespeare) et Warwick, avec les petites et moyennes industries, les services et le tourisme comme fournisseurs d'emplois les plus importants.
Le sud du comté est surtout rural et faiblement peuplé ; il comprend une petite région du Cotswolds. La seule ville au sud du Warwickshire est Shipston-sur-Stour. Le point le plus élevé du comté, à 261 m, est la colline d'Ebrington sur la frontière avec le Gloucestershire.
Les plus grandes villes dans le Warwickshire (chiffres de 2004) sont : Nuneaton (77 500), Rugby (62 700), Leamington Spa (45 300) et Bedworth (32 500).

## Histoire
Historiquement, une grande partie du Warwickshire occidental, y compris la région faisant maintenant partie de Birmingham et des West Midlands, était couverte par la vieille forêt d'Arden (bien qu'elle ait en grande partie disparu pour fournir du combustible à l'industrialisation du XVIIe au XIXe siècle). Pour cette raison, certains noms de lieux situés dans cette partie nord-ouest du Warwickshire se terminent par « -in-Arden ».

Portrait de Mary Wise, v. 1776
par Thomas Gainsborough
Cleveland Museum of Art

Henry Christopher Wise, fut haut-shérif du comté. L'emblême de la famille Wise comprend des serpents et de l'hermine. On retrouve ces éléments dans la robe que porte son épouse dans le portrait de Thomas Gainsborough réalisé vers 1776 à l'occasion de leur mariage.
Le paysagiste anglais John Constable réalisa à deux reprises des tableaux dans le comté, représentant Malvern Hall. Ils sont conservés à la Tate Britain et au Mans.

Malvern House par Constable
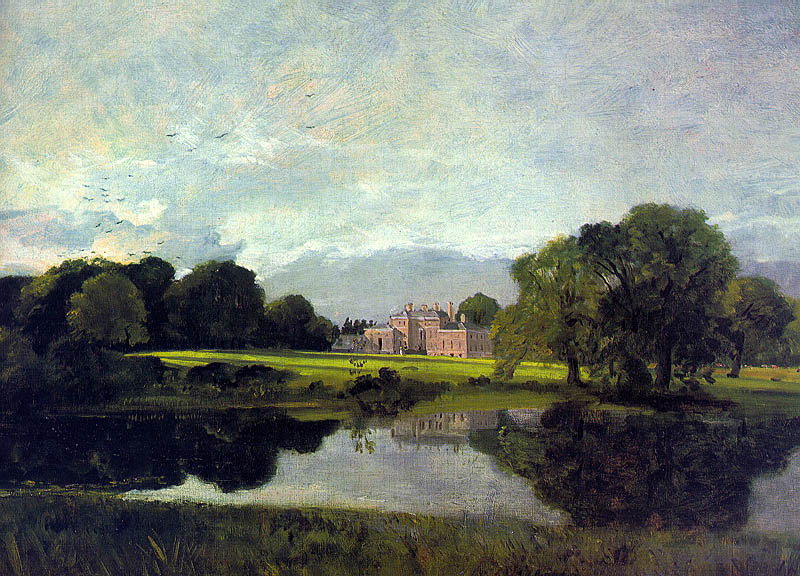
Malvern Hall, Warwickshire, 1809 Tate Britain, Londres
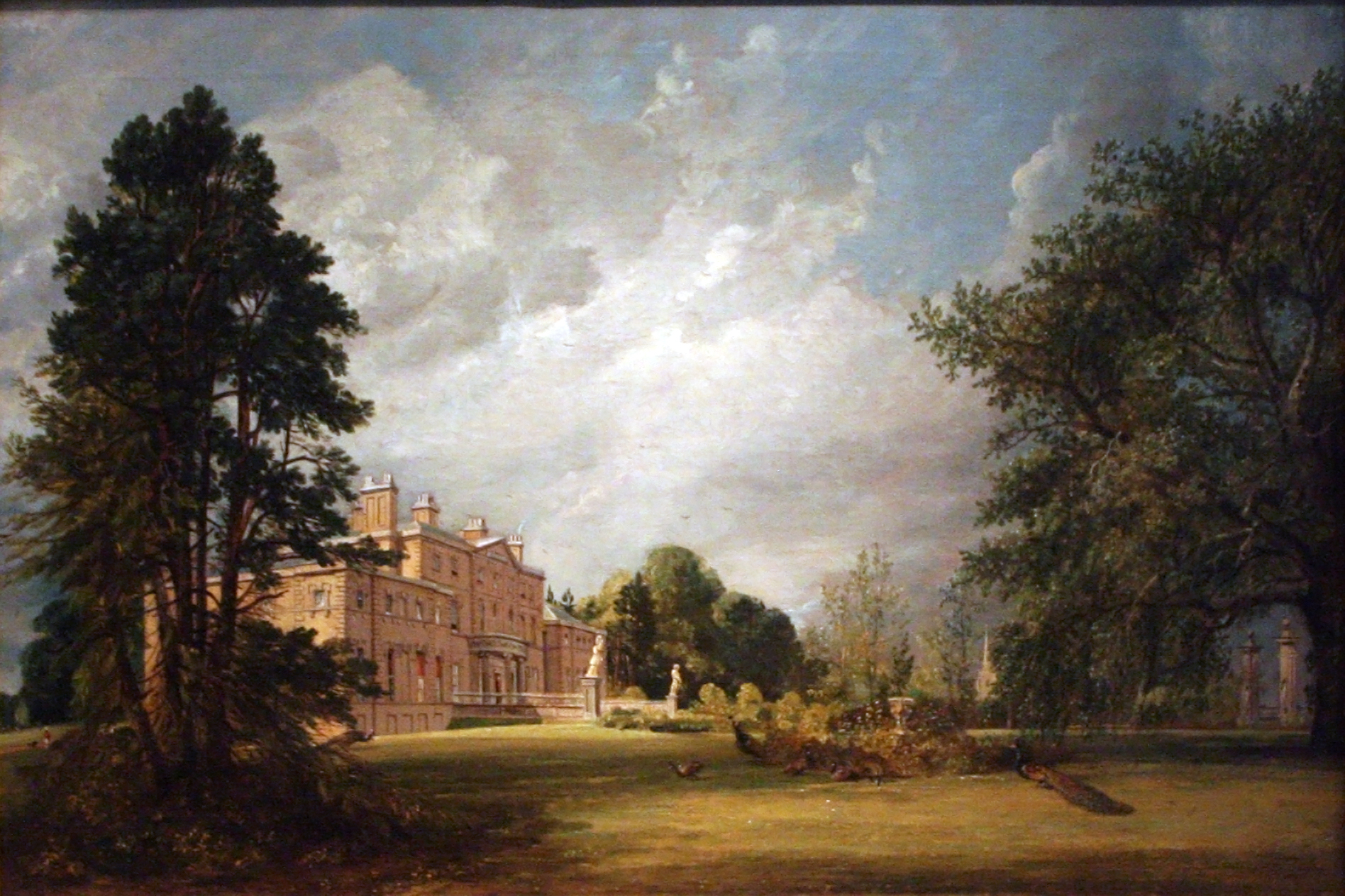
Malvern Hall, 1821 Musée de Tessé, Le Mans

## Subdivisions

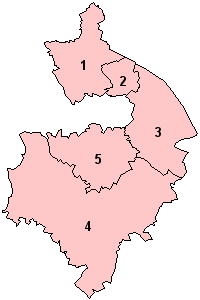
Carte des subdivisions du Warwickshire.

Le Warwickshire est divisé en cinq districts :
| No | Nom                   | Chef-lieu           | Superficie (km2) | Population (est. 2011) |
| -- | --------------------- | ------------------- | ---------------- | ---------------------- |
| 1  | North Warwickshire    | Atherstone          | 284,3            | 62 000                 |
| 2  | Nuneaton and Bedworth | Nuneaton            | 78,9             | 125 400                |
| 3  | Rugby                 | Rugby               | 351,1            | 100 500                |
| 4  | Stratford-on-Avon     | Stratford-upon-Avon | 977,9            | 120 800                |
| 5  | Warwick               | Warwick             | 282,9            | 137 700                |

## Politique
Le Warwickshire comprend six circonscriptions électorales :
| Nom | Nom                    | Nombre d'électeurs (2010) | Député                             |
| --- | ---------------------- | ------------------------- | ---------------------------------- |
|     | Kenilworth and Southam | 62 708                    | Jeremy Wright (Parti conservateur) |
|     | North Warwickshire     | 67 872                    | Craig Tracey (Parti conservateur)  |
|     | Nuneaton               | 66 460                    | Marcus Jones (Parti conservateur)  |
|     | Rugby                  | 65 407                    | Mark Pawsey (Parti conservateur)   |
|     | Stratford-on-Avon      | 64 954                    | Nadhim Zahawi (Parti conservateur) |
|     | Warwick and Leamington | 63 236                    | Chris White (Parti conservateur)   |

## Personnalités liées au comté
- Steven Grives, acteur britannique y est né.
- Phoebe Sheavyn (1865-1968), professeure de littérature, est née à Atherstone.
- Ken Loach (1936-), réalisateur britannique, est né à Nuneaton.
- Mya-Lecia Naylor (2002-2019), actrice, chanteuse et mannequin britannique, y est née.